# Czudar László
Ónodi Czudar László (? – 1372. november 11.) pannonhalmi apát.

## Élete
Czudar Imre váradi püspök unokatestvére, akinek révén 1356-ban kolozsmonostori apát lett és apátsága kiváltságait sikeresen erősíttette meg az erdélyi vajdával. 1361-től szekszárdi apát, majd 1365-ben a pannonhalmi konvent választotta apátjának és ebben a minőségében az 1366-os mogyoródi nagykáptalan elnökei között említették.  Igyekezett megtartani monostora birtokait és betelepíteni a néptelen falvakat. A rendi megújulása érdekében igyekezett évente egy-egy szerzetest egyetemre küldeni. Vörösmárvány síremléke a pannonhalmi bazilikában található.